# Andrew Niccol
Andrew M. Niccol (10 de juny de 1964) és un guionista, productor, i director neozelandès. Va escriure i va dirigir Gattaca (1997), Simone (2002), El senyor de la guerra (2005), In Time (2011), L'hoste (2013), i Good Kill (2014). També va escriure i va coproduir The Truman Show, que li va fer guanyar una nominació a un Oscar per millor guió original el 1999 i un premi BAFTA per Millor Guió. Les seues pel·lícules solen explorar temes socials, culturals i polítics, així com realitats artificials o simulacions.

## Filmografia
| 1997 | Gattaca                              | Sí | Sí      | Sí       |          |
| 1998 | The Truman Show                      | No | Sí      | Sí       |          |
| 2002 | Simone                               | Sí | Sí      | Sí       |          |
| 2004 | The Terminal                         | No | Parcial | Executiu |          |
| 2005 | El senyor de la guerra (Lord of War) | Sí | Sí      | Sí       |          |
| 2011 | In Time                              | Sí | Sí      | Sí       |          |
| 2013 | L'hoste (The Host)                   | Sí | Sí      | No       |          |
| 2014 | Good Kill                            | Sí | Sí      | Sí       |          |
| 2018 | Anon                                 | Sí | Sí      | Sí       |          |
| N/S  | Monopoly                             | No | Sí      | No       | Anunciat |